# Chopinzinho (ort)
Chopinzinho är en ort i Brasilien.   Den ligger i kommunen Chopinzinho och delstaten Paraná, i den södra delen av landet, 1 200 km söder om huvudstaden Brasília. Chopinzinho ligger 716 meter över havet och antalet invånare är 14 141.
Terrängen runt Chopinzinho är huvudsakligen platt, men norrut är den kuperad. Närmaste större samhälle är Coronel Vivida, 14,5 km söder om Chopinzinho.
Omgivningarna runt Chopinzinho är en mosaik av jordbruksmark och naturlig växtlighet. Runt Chopinzinho är det ganska glesbefolkat, med 31 invånare per kvadratkilometer.